# Piedmont Records
Piedmont Records was een Amerikaans platenlabel waarop blues uitkwam. Het werd in het begin van de jaren zestig opgezet door de musicoloog en auteur Dick Spottswood, tevens eigenaar van Melodeon Records. Spottswood heeft bijgedragen aan de heruitgave van honderden platen, ook voor andere platenlabels zoals Arhoolie Records en Yazoo Records. Platen die op Piedmont Records uitkwamen waren van Mississippi John Hurt, Jolly Joe and His Jug Band en Robert Wilkins.